# Biophytum kassneri
Biophytum kassneri är en harsyreväxtart som beskrevs av Adolf Engler och Dewild.. Biophytum kassneri ingår i släktet Biophytum och familjen harsyreväxter. Inga underarter finns listade i Catalogue of Life.